# Kurt Kleinert
Kurt Kleinert (* 1. Juni 1927 in Breslau; † 21. April 2016) war ein deutscher Politiker (SED). Er war Staatssekretär und langjähriger Leiter des Sekretariats des Ministerrates der DDR.

## Leben
Als Sohn eines Schuhmachers wurde Kleinert gleich nach dem Besuch der Volks- und Mittelschule 1943 zum Reichsarbeitsdienst und 1944 zur Wehrmacht eingezogen. Im April 1945 geriet er in amerikanische Kriegsgefangenschaft, aus der er im Mai 1946 entlassen wurde.
1946 wurde er Mitglied der KPD in Niedersachsen, ging 1947 in die Sowjetische Besatzungszone und wurde Mitglied der SED. Er arbeitete zunächst als Autoschlosser in Dresden und erwarb an der Arbeiter-und-Bauern-Fakultät (ABF) das Abitur. Von 1949 bis 1953 studierte er Wirtschaftswissenschaften an der Technischen Hochschule Dresden mit dem Abschluss als Diplomökonom. Anschließend arbeitete er bis 1954 als Assistent an der TH Dresden. Von 1954 bis 1955 war er als Hauptreferent im Ministerium für Schwerindustrie der DDR und von 1955 bis 1960 als Prorektor für Studienangelegenheiten an der Technischen Hochschule für Chemie in Leuna-Merseburg tätig. 1960 wurde er zum Dr. rer. oec. promoviert. Danach wirkte er als Sekretär der Ständigen Kommission für ökonomische und wissenschaftlich-technische Zusammenarbeit auf dem Gebiet der chemischen Industrie im Rat für gegenseitige Wirtschaftshilfe (RGW). Von 1964 bis 1965 arbeitete er als Abteilungsleiter Chemie im Volkswirtschaftsrat (VWR). 1966/67 war er stellvertretender Leiter des Büros des Ministerrates und von 1967 bis 1972 stellvertretender Staatssekretär und stellvertretender Leiter der Arbeitsgruppe Staats- und Wirtschaftsführung beim Ministerrat. Von 1972 bis 1974 arbeitete er als stellvertretender Staatssekretär und stellvertretender Leiter des Büros des Ministerrates, von 1974 bis November 1989 als Staatssekretär und Leiter des Sekretariats des Ministerrates der DDR (Nachfolger von Rudolf Rost).
Am 4. Januar 1990 wurde er vom Untersuchungsausschuss der Volkskammer zur Überprüfung von Amtsmissbrauch und Korruption unter Vorsitz von Heinrich Toeplitz befragt. Es ging insbesondere um den Bau beziehungsweise den Ausbau von Häusern für „Nomenklaturkader“ und persönliche Privilegien. Er, Kleinert, habe sich darauf verlassen, „dass die Mittel immer ordentlich verwendet wurden“. Der Ausschuss konstatierte, dass „auch bei dieser Befragung die Verantwortlichen keine Verantwortlichen ausmachen“ könnten. Am 21. Januar 1990 teilte die Generalstaatsanwaltschaft mit, dass im Zusammenhang mit bereits laufenden Ermittlungsverfahren gegen Horst Sindermann wegen verbrecherischer Untreue und Vertrauensmissbrauch sowie gegen Wolfgang Junker, Kurt Kleinert und Günter Schilling wegen verbrecherischer Untreue Haftbefehle erlassen worden seien. Ende 1991 wurde er vom Landgericht Berlin wegen Untreue zu 15 Monaten Haft mit Bewährung und 8000 Mark Geldbuße verurteilt. Seine Revision gegen das Urteil hatte er nach Auskunft der Berliner Justiz zurückgenommen.
Kleinert starb im April 2016 im Alter von 88 Jahren.

## Auszeichnungen
- 1970 Vaterländischer Verdienstorden in Bronze, 1977 in Silber und 1987 in Gold
- Verdienstmedaille der DDR